# ساسون گریگوریان
ساسون گریگوریان (ارمنی: Սասուն Սեդրակի Գրիգորյան؛ انگلیسی: Sasun Grigoryan؛ ۱۸ مارس ۱۹۴۲ – ۱۳ مارس ۱۹۹۳) معمار اهل ارمنستان بود.

## زندگی‌نامه
وی در ۱۸ مارس ۱۹۴۲ در گیومری به دنیا آمد و در سال ۱۹۶۵ از دانشگاه پلی‌تکنیک ارمنستان فارغ‌التحصیل گشت. وی برادر ماهاکانوش گریگوریان بود. وی در ۱۳ مارس ۱۹۹۳ در سن ۵۰ سالگی در ایروان درگذشت.

## یادداشت
1. ↑  Kumairi State historical and architectural museum reserve

## نگارخانه

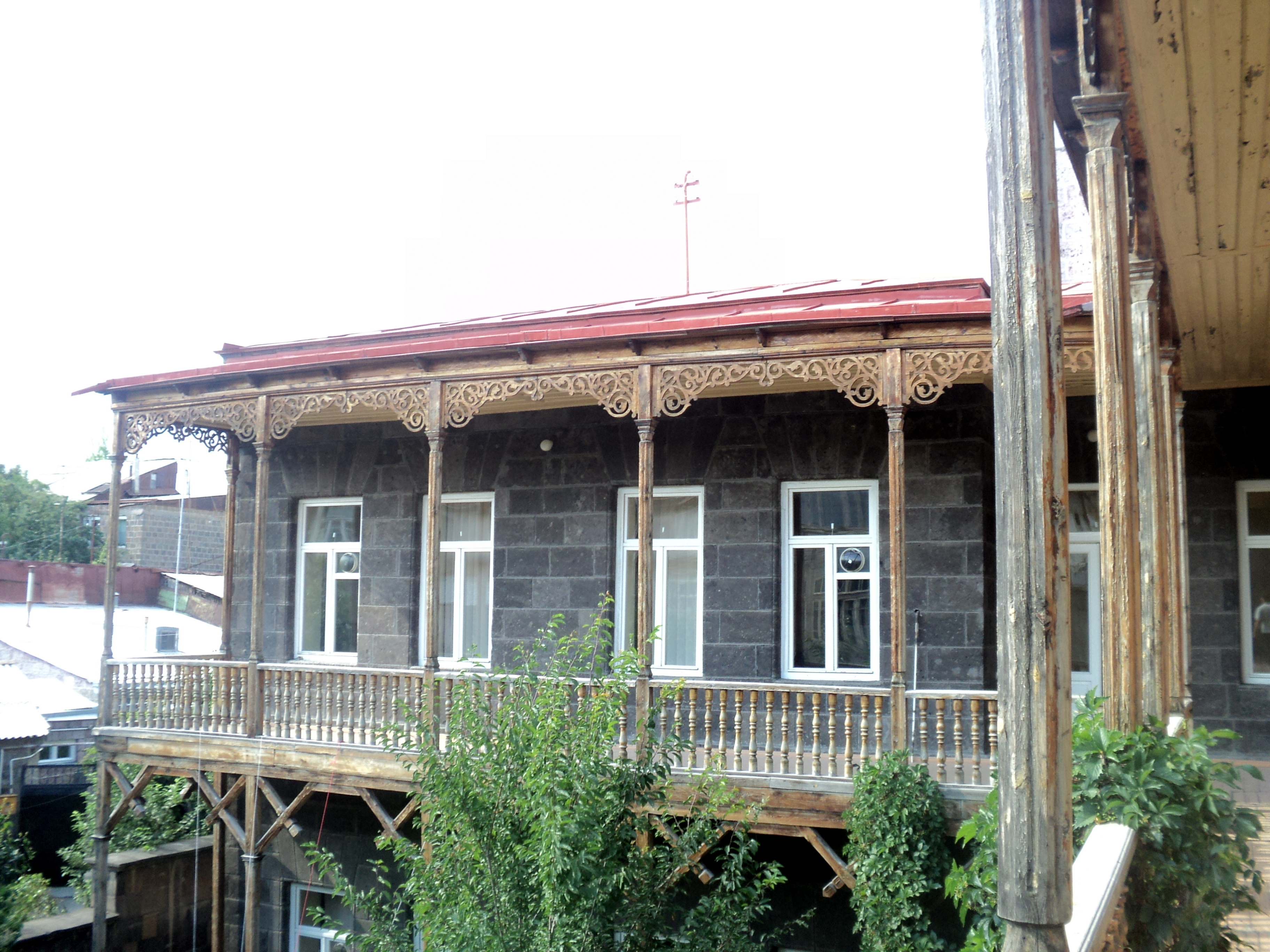
Ասլամազյան քույրերի պատկերասրահը گیومری
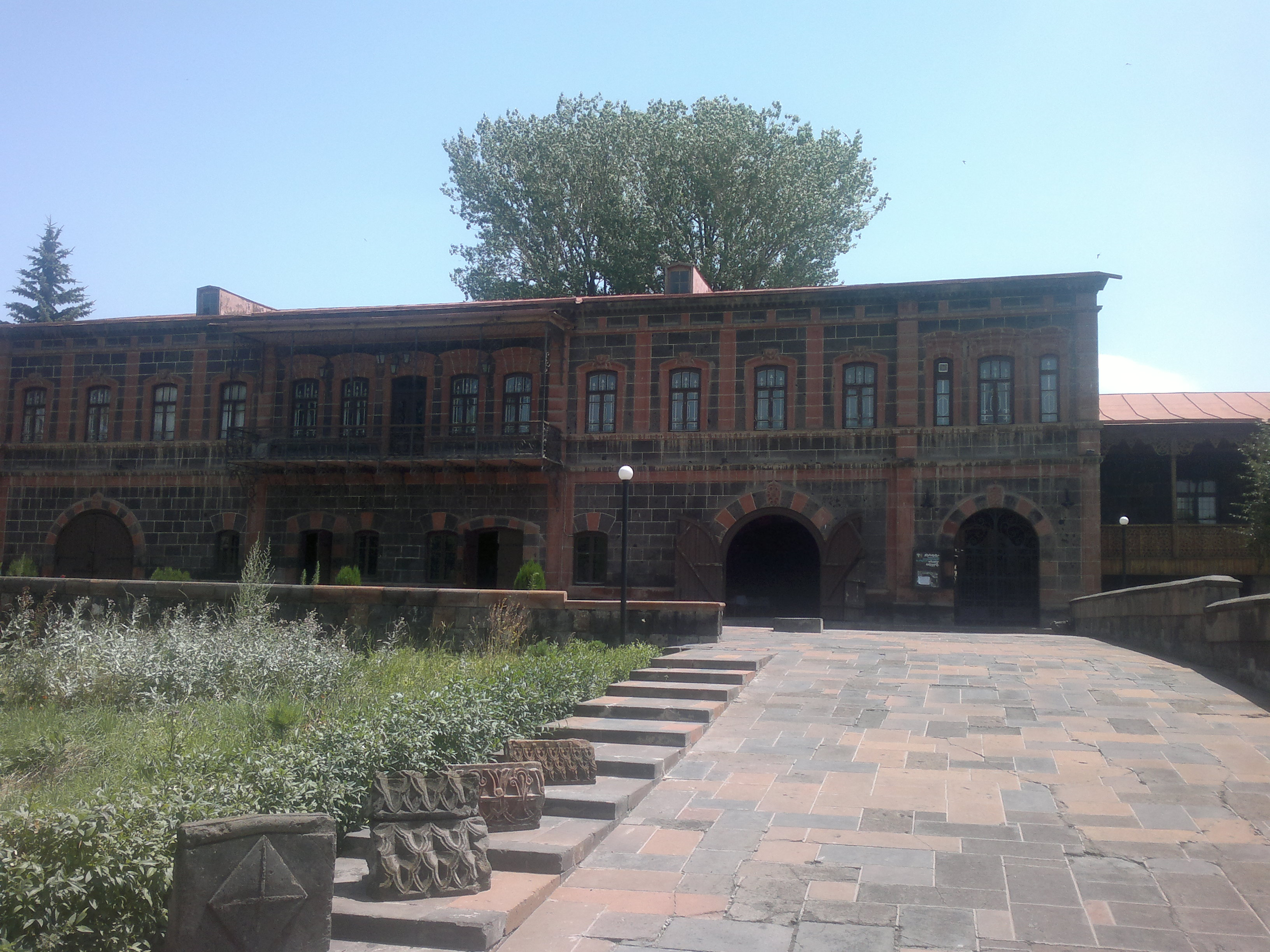
Ձիթողցյանների տուն گیومری
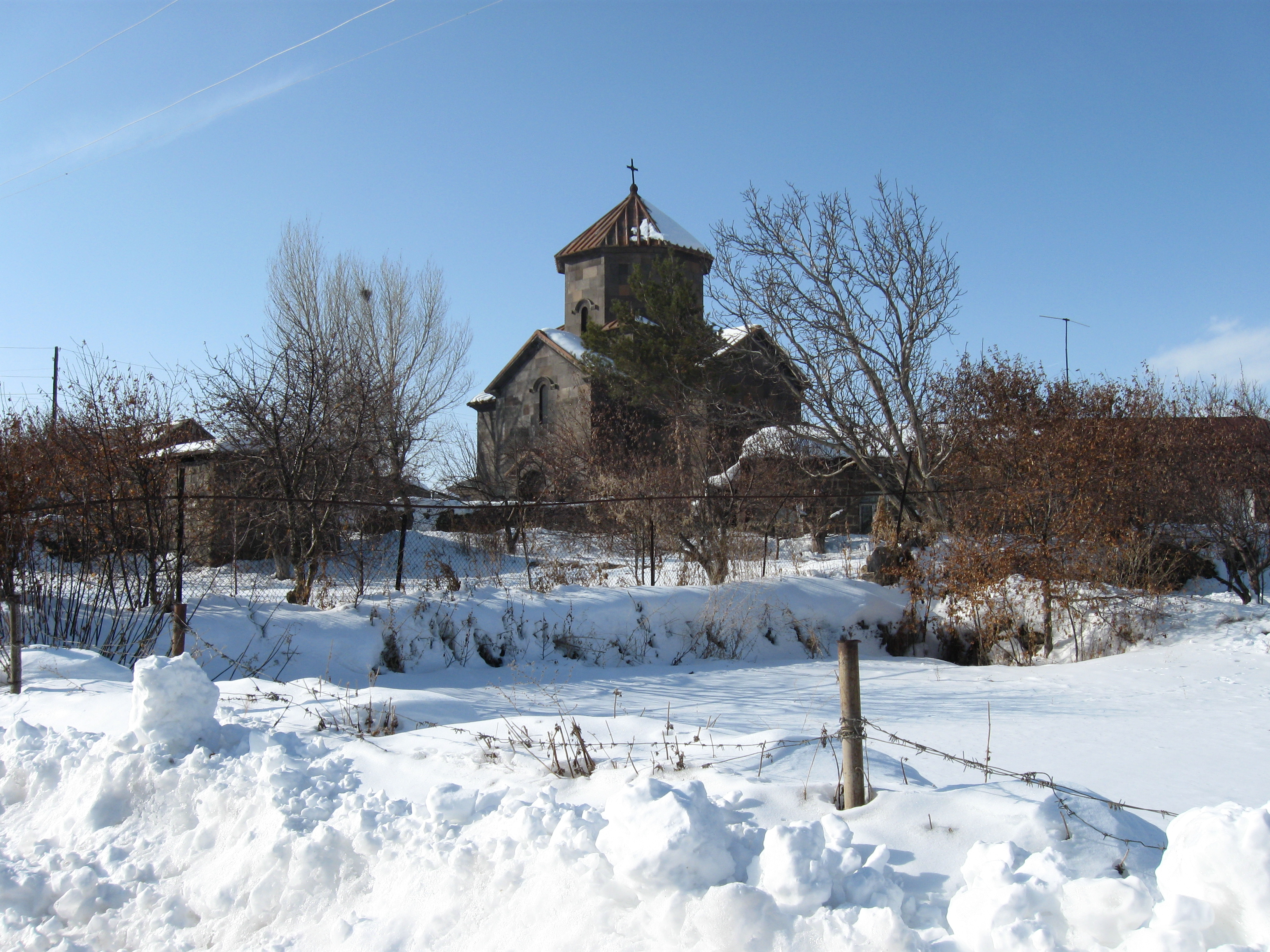
ماییسیان VII դարի Տիրանավոր Սբ. Աստվածածին եկեղեցին
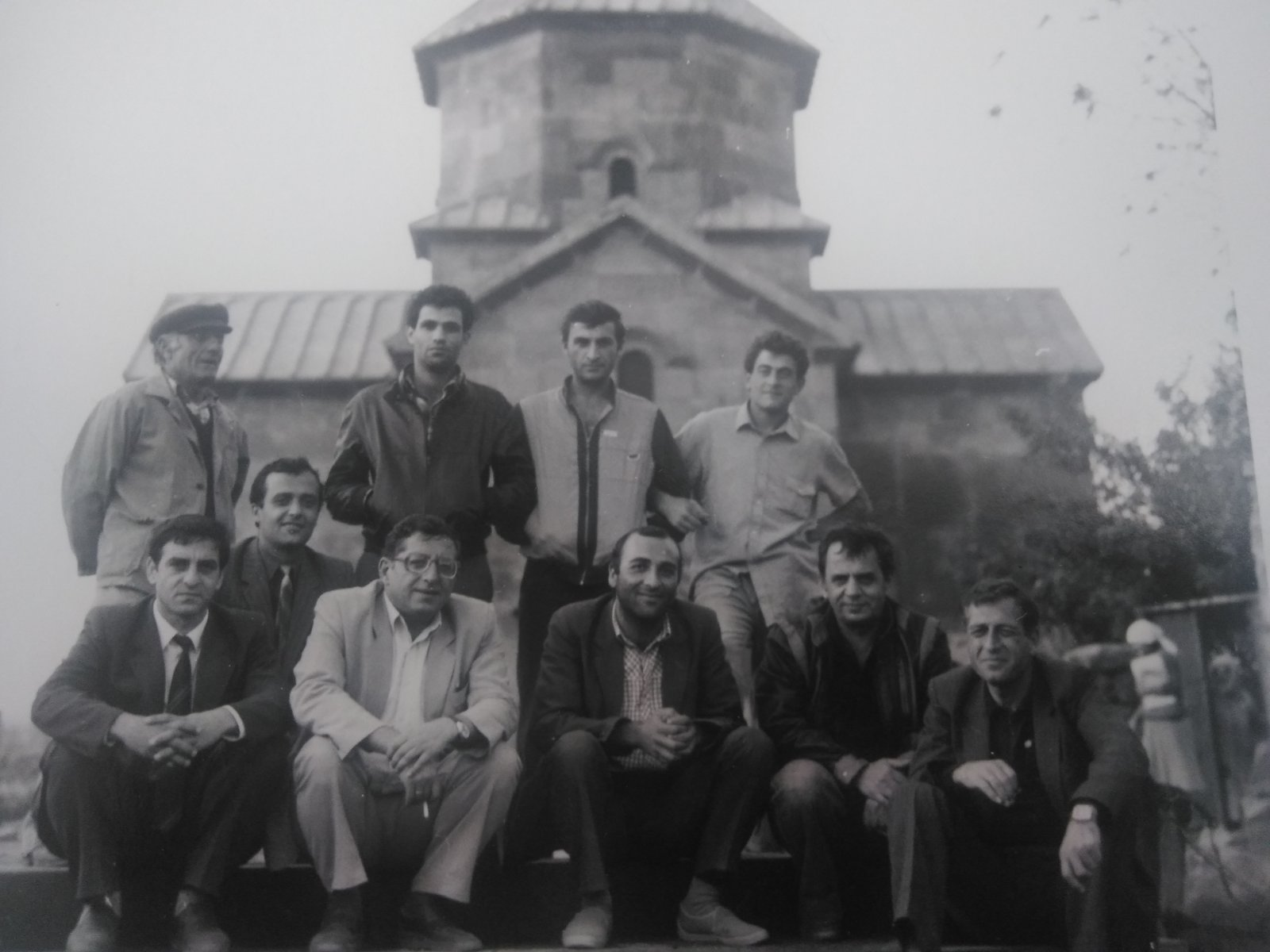
ساسون گریگوریان (ձախից ներքևում երկրորդը) աշխատանքային խմբի հետ ماییسیان Սբ. Աստվածածին եկեղեցու վերականգնումից հետո